# Wolfram Zöttl

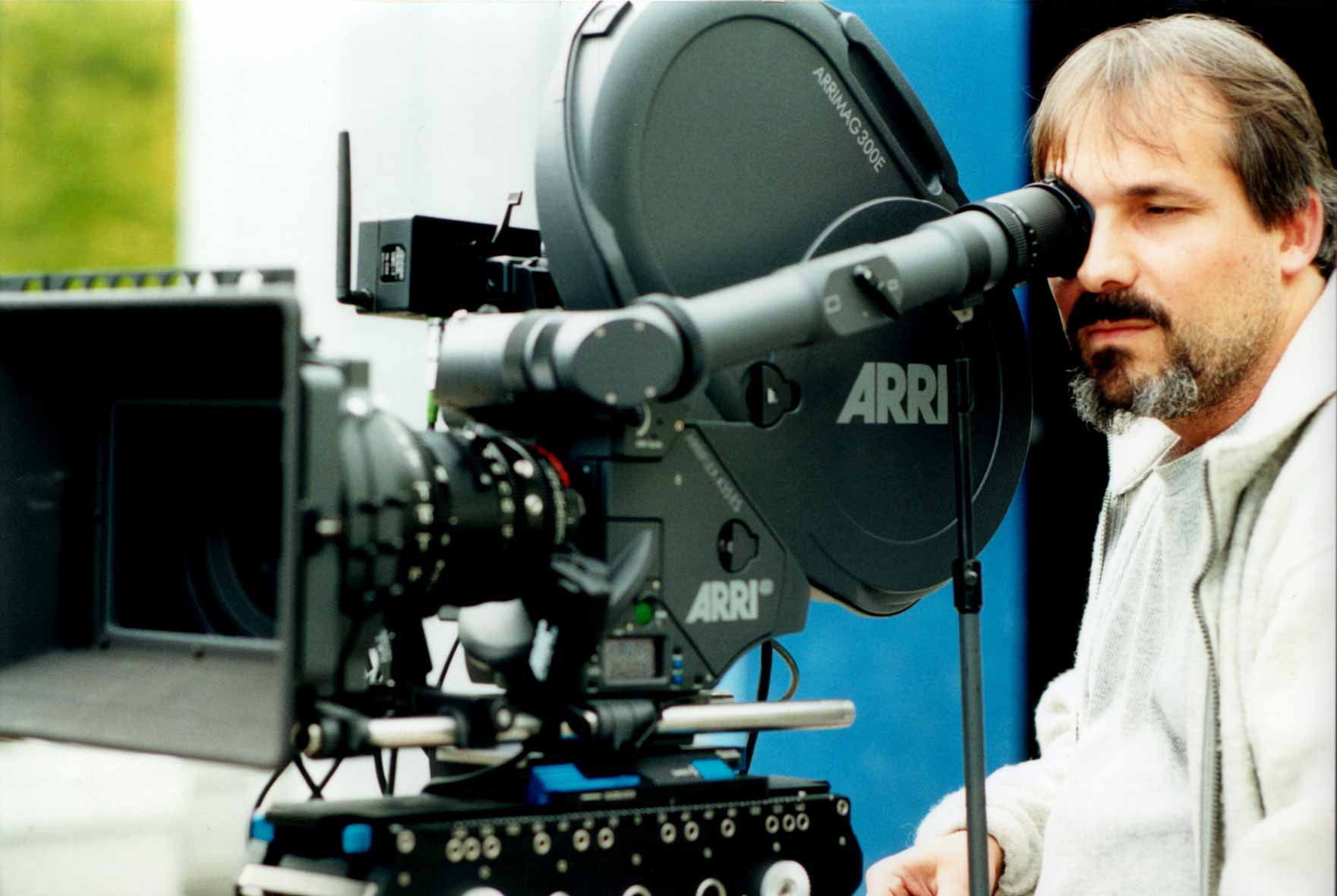
Wolfram Zöttl (2002)

Wolfram Zöttl (geboren am 15. Jänner 1969 in Wien) ist ein österreichischer Kameramann, Film- und Medienproduzent und Eventdramaturg.

## Leben
Wolfram Zöttl wurde 1969 im Wiener Rudolfinerhaus als Sohn des Kunst- und Bronzegießers Alfred Zöttl (1936–2020) geboren, der seine Gießerei in Wien-Margareten von 1966 bis 2010 führte und mit bedeutenden Künstlern wie Alfred Hrdlicka zusammenarbeitete.
Nach dem Besuch der Volksschule (Schubertschule, Wien-Alsergrund) maturierte er 1987 am Schottengymnasium in Wien.
Sein Filmstudium zum MfA (Master of Fine Arts) absolvierte er von 1999 bis 2002 am Maine Media College (ehemals Rockport College) im amerikanischen Maine. Seine Mentoren dort waren unter anderem Isidore Mankofsky (1931–2021, ASC), Dante Spinotti (ASC, AIC), Arnold Newman (1918–2006), Jim Denault (ASC) und Gordon Willis (1931–2014, ASC).
Seit 2009 ist er stellvertretender Obmann im Verband österreichischer Kameraleute (AAC – Austrian Association of Cinematographers). Der 1976 gegründete Verband zählt rund 150 Mitglieder und ist Mitglied der europäischen Vereinigung IMAGO.
Er ist Lektor an der Fachhochschule St. Pölten im Department Medien und Digitale Technologien für den Studiengang Medientechnik.
Zöttl ist CEO der CINEWOLF Media Productions, einer Full-Service Media Produktion für Medien- und Eventtechnologie, Event-Dramaturgie, Cinematographie und Mediaconsulting mit Sitz in Wien.

## Filmografie (Auswahl)
- 2003: Das verlorene Kind (Kurzfilm), Regie: Wolfgang Liemberger[10]
- 2004: Redner rund um die Uhr (Fernsehfilm), Regie: Martin Polasek[11][12]
- 2011: Bauernschach – Ein Winterthriller (Videofilm), Regie: Andreas Peichl, Peter Schröder[13]
- 2012: Georg Kreisler gibt es gar nicht (Dokumentarfilm), Regie: Dominik Wessely[14]
- 2016: Viktor Gernot – Im Glashaus (Fernsehfilm), Regie: Peter Schröder[15]
- 2019: Tricky Niki: hy.po.chon.dria (Fernsehfilm), Regie: Bernhard Murg[16]
- 2021: 40 Jahre Gerhard Polt und die Well-Brüder – Im Abgang nachtragend (Fernsehfilm)[17]

## TV (Auswahl)
- 2008: Reise zum unerforschten Grund des Horizonts: Gert Jonke (ORF, 3sat), Kamera, Regie: Martin Polasek
- 2012: Tribute to Lukas Resetarits (ORF), Chefkameramann, Regie: Peter Schröder[18]
- 2013–2015: Eckel mit Kanten (ORF), Chefkameramann, Regie: Peter Schröder[19]
- 2017–2023: Kabarettgipfel (ORF), Chefkameramann, Regie: Martin Begusch
- 2019–2023: Schluss mit Lustig (ORF), Chefkameramann
- 2020: John Williams: Live in Vienna, Chefkameramann, Regie: Michael Beyer[20]
- 2021–2023: Links.Rechts.Mitte (ServusTV), Chefkameramann
- 2021: Weihnachtskonzert aus dem Stephansdom (ServusTV), Lichtsetzender Chefkameramann, Regie: Tilo Krause
- 2023–: Talk im Hangar (ServusTV), Chefkameramann
- 2024: Weinzettl & Rudle 5-Sterne Beziehung … & andere Märchen, Vindobona, ORF, Chefkamera
- 2025: Seiler & Speer - A schware Partie, Konzert Ernst Happel Stadion, ServusTV, Chefkamera[21]

## Auszeichnungen (Auswahl)
- 2000: Best Film, 1st European Online Film Festival
- 2008: 41. Fernsehpreis der Erwachsenenbildung, Kategorie Dokumentation[22]
- 2017: Best Corporate Event, 7th Global Event Awards, Dublin[23]
- 2023: Best Corporate Event (B2B), Austrian Event Award, Linz[24]

## Buch und Konzept (Auswahl)
- 2025: Eröffnung der FIS Alpine Ski-Weltmeisterschaften 2025 in Saalbach-Hinterglemm, Drehbuch[25]